# Habitação La Grivelière

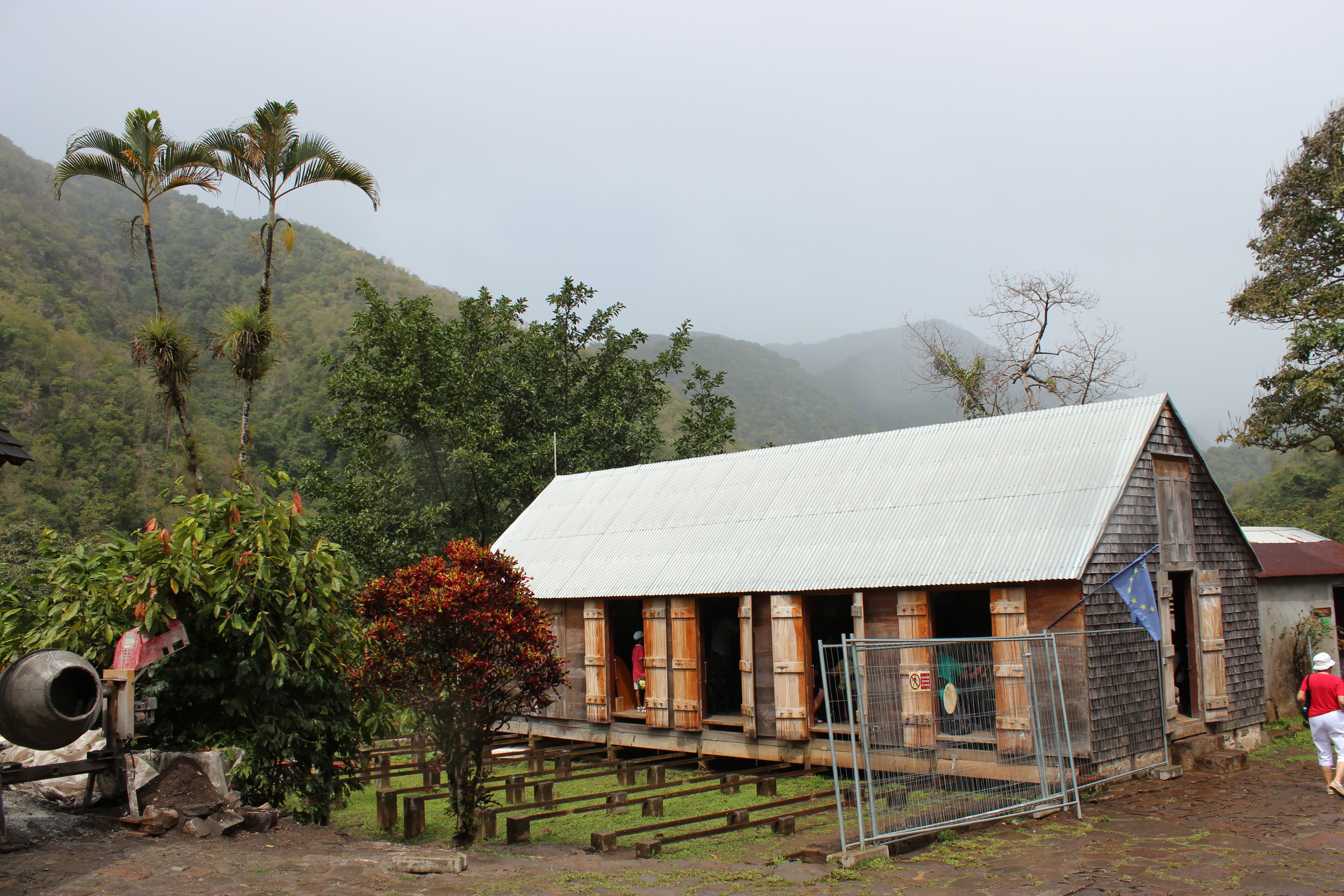
Habitação La Grivelière

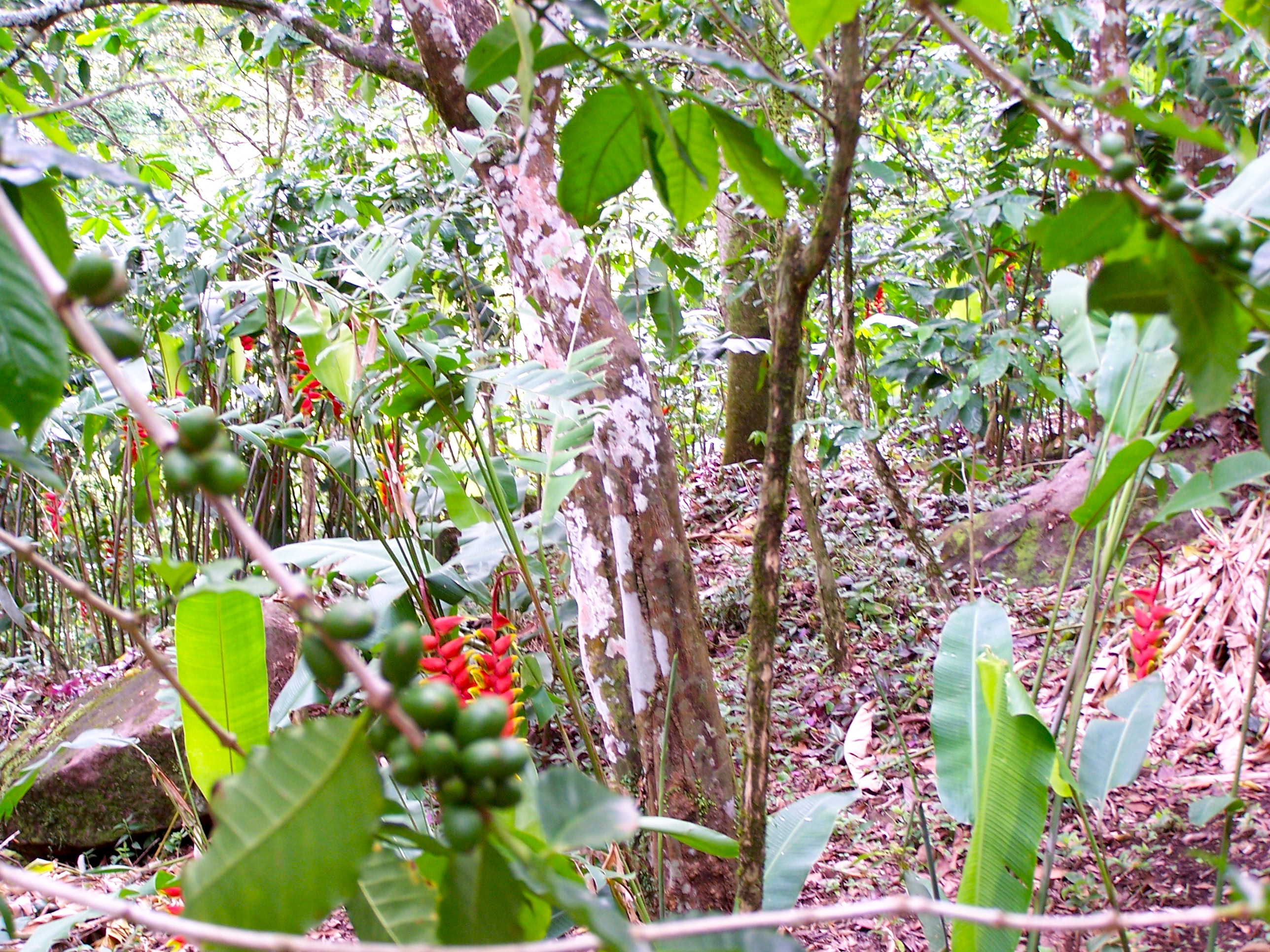
Campo de café na Habitação La Grivelière

Habitação La Grivelière é uma plantação de café e café em Vieux-Habitantes, Basse-Terre, Guadalupe, uma região ultramarina da França. Fundado no final do século XVII, está classificado como Monumento Histórico desde 1987. A plantação está localizada ao longo da Grande Rivière des Vieux-Habitantes dentro do Parque Nacional de Guadalupe, a 200 m (660 ft) acima do nível do mar. Opera sob a direcção da Association Verte Vallée. Um dos edifícios foi reaproveitado para ser um café.